# Buongiorno Regione
Buongiorno Regione è un programma televisivo italiano in onda dal 2008 su Rai 3. Il programma è prodotto dalla TGR e va in onda dal lunedì al venerdì, dalle 7:30 alle 8:00.

## Storia
La trasmissione comincia la sua messa in onda il 20 ottobre 2008 solo per Piemonte, Lombardia, Lazio e Campania. Dal 19 gennaio 2009, la messa in onda si estende su tutto il territorio nazionale. Sin dal suo inizio, l'orario di Buongiorno Regione è fissato dalle 7:30 alle 8:00, fatta eccezione nel 2020, quando posticipò la sua ora di inizio alle 7:40, perdendo quindi 10 minuti, salvo poi recuperarli dopo alcuni mesi, tornando all'orario iniziale. Il programma è sempre andato in onda dal lunedì al venerdì.

## Il programma
Il programma è prodotto da ogni sede regionale. Nonostante ciò, il programma rispetta in ogni regione, una scaletta comune: in apertura c’è la lettura del bollettino meteorologico, per poi passare all’informazione e agli approfondimenti legati al territorio regionale. Sono presenti inoltre delle rubriche locali, una pagina dedicata agli eventi culturali ed una breve edizione del telegiornale in L.I.S.

## Buongiorno Italia
Buongiorno Italia è un rotocalco nato nel 2010, dopo il successo dell’esperimento di Buongiorno Regione. Il programma è in onda attualmente dalle 7:00 alle 7:30, dal lunedì al venerdì.
Nel 2020, per alcuni mesi, Buongiorno Italia allungò la sua durata a 40 minuti, a discapito di Buongiorno Regione, salvo poi tornare alla conformazione originale.
Il programma mostra le principali notizie nazionali e la lettura dei quotidiani. Come nella versione regionale, è presente uno spazio dedicato alle previsioni meteorologiche.